# Traicho Kostov

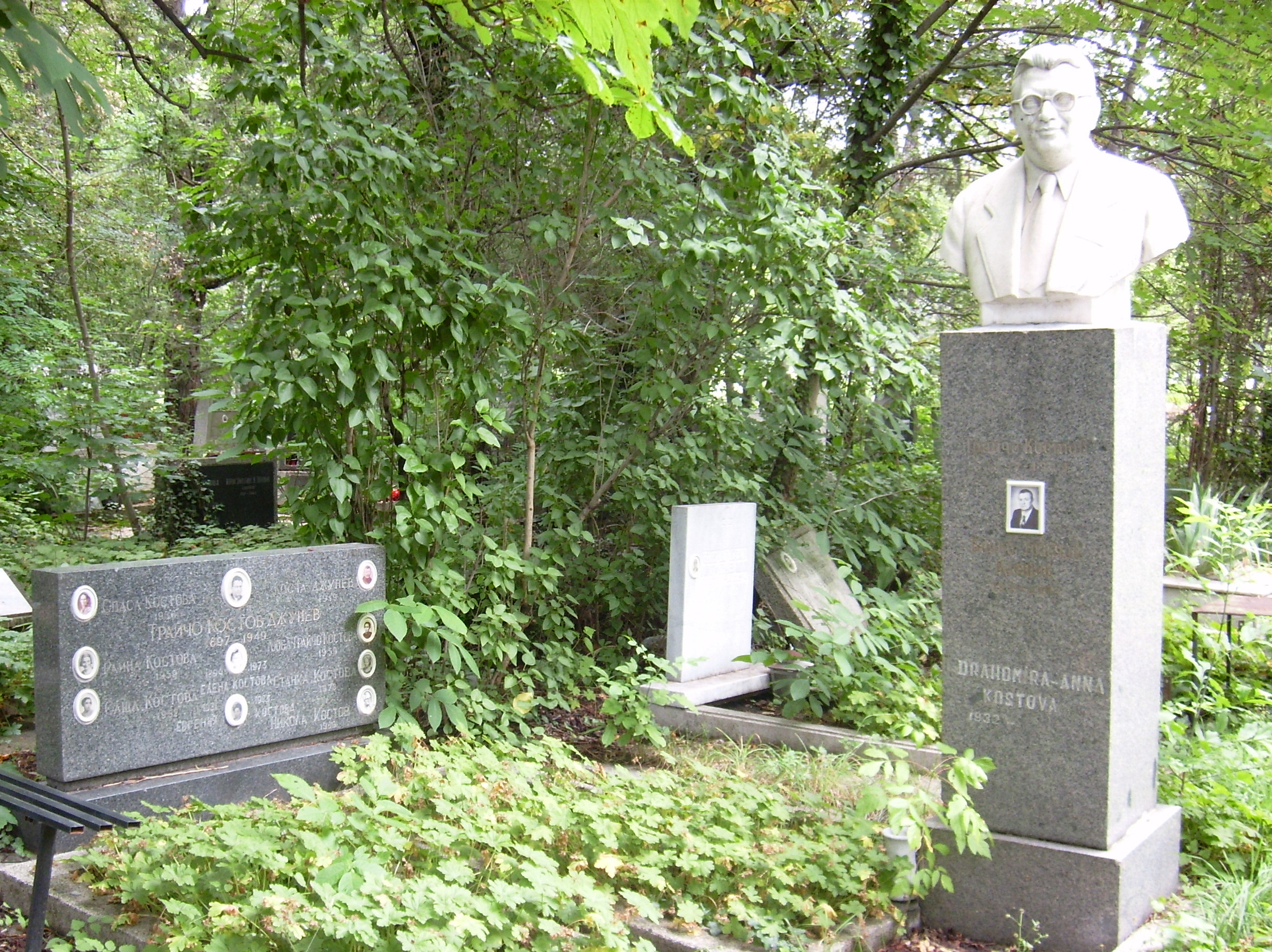
Tumba de Traycho Kostov en el cementerio central de Sofía

Traicho Kostov Djunev (en búlgaro: Трайчо Костов Джунев; Sofía, 17 de junio de 1897-16 de diciembre de 1949) fue un político de la República Popular de Bulgaria, expresidente del Consejo de Ministros y secretario del Comité Central del Partido Comunista Búlgaro. 
A la edad de 52 años fue condenado a muerte por el Tribunal Supremo búlgaro tras ser juzgado junto con otras diez personas entre el 7 y 14 de diciembre de 1949.

## Destitución, juicio y ejecución
El 31 de marzo de 1949 Kostov fue destituido de su cargo de Presidente interino del Consejo de Ministros y Presidente del Comité Económico-Financiero del Consejo de Ministros. Quince días después fue nombrado Director de la Biblioteca Nacional Búlgara en Sofía. En un pleno del Comité Central celebrado el 11 y 12 de junio de 1949, Vasil Kolarov presentó una acusación de la actividad antipartido de Kostov.
Kostov fue acusado de tolerar y difundir el sentimiento antisoviético en el Partido debido a su desviación nacionalista, de utilizar métodos anti-Partido en la dirección del Partido y del Gobierno y de tratar de encender una lucha fraccional en el Partido, de intentar causar desconfianza en el Partido Comunista y en el líder del Partido, Georgi Dimitrov. Kostov fue despedido del Comité Central, expulsado del Partido y privado de su escaño en la Asamblea Nacional. Fue arrestado el 20 de junio de 1949.
En diciembre de 1949, junto con Traicho Kostov, otros 10 comunistas prominentes fueron juzgados. Kostov fue condenado a muerte por haber colaborado con una organización clandestina destinada a derrocar al gobierno por la violencia, había cometido acciones destinadas a empeorar las relaciones amistosas entre Bulgaria y la Unión Soviética y las demás democracias populares, se había puesto bajo las órdenes de los servicios de inteligencia
británicos, estadounidenses y yugoslavos para el espionaje, que mientras cumplía con los deberes e instrucciones estatales ante gobiernos extranjeros había prestado deliberadamente sus servicios y ejecutado sus instrucciones en detrimento del Estado y había cometido actos destinados a la desorganización de la economía nacional y el sistema de suministro del país y que tenía estrechas conexiones políticas con Tito, que había roto con Stalin. Kostov repudió su confesión escrita y el juicio continuó en su ausencia.
Otra acusación fue la crítica abierta de Kostov a las prácticas económicas de la URSS en Europa del Este. En ese momento, la URSS compraba tabaco búlgaro a un precio increíblemente bajo y luego inundaba el mercado mundial con él, a precios  que perjudicaban a Bulgaria (G. y N. Swain, 2003). Otro ejemplo de este tipo es el carbón polaco. Los otros 10 comunistas acusados, entre ellos ministros y altos funcionarios del Partido, recibieron cadena perpetua, 15 o 12 años.
El juicio de Kostov fue seguido en 1950 y 1951 por varios otros juicios contra sus adherentes. Durante la preparación de estos juicios por etapas se utilizaron métodos inhumanos de interrogatorio y más de 30 prominentes comunistas fueron condenados a largas penas de prisión.
El inicio de la desestalinización abierta en la Unión Soviética llevó a una reevaluación de los juicios de Kostov. El 11 de abril de 1956, en una reunión del Partido Comunista de la ciudad de Sofía, se declaró que una consecuencia del culto a la personalidad había sido la violación de las leyes que dio como resultado que personas inocentes fueron injustamente acusadas y condenadas.
Las acusaciones presentadas en el juicio de Traicho Kostov y en otros juicios posteriores, en los que los condenados fueron acusados injustamente de espionaje, sabotaje y relaciones criminales con organizaciones y líderes estatales yugoslavos, fueron desestimadas por ser fabricadas y falsas. Todos los detenidos a causa de estos juicios habían sido puestos en libertad. Se encomendó a una comisión del Comité Central que verificara los materiales de los juicios a fin de que todos los acusados inocentes fueran rehabilitados.
Una decisión del Comité Central publicada el 19 de septiembre de 1956, aprobó las declaraciones y las conclusiones de la comisión que había examinado el juicio de Kostov y los juicios relacionados con él. También rehabilitó y restauró legalmente la afiliación al partido a todos los condenados en los juicios. El propio Kostov fue rehabilitado póstumamente y readmitido en el partido.
La anulación legal de las sentencias fue hecha por el Tribunal Supremo búlgaro el 6 de noviembre de 1956. Esta decisión del Tribunal no se hizo pública en la prensa búlgara.

## Lista de acusados
- Traicho Kostov Djunev (1897), presidente del Consejo de Ministros, secretario general del Comité Central del Partido Comunista Búlgaro (ejecutado)
- Ivan Stefanov Hadzhimateev (1899), Ministro de Hacienda (cadena perpetua)
- Nikola Pavlov Kolev (1906), Viceministro de Construcción (cadena perpetua)
- Nikola Nachev Petkov (1905), presidente adjunto del Comité Estatal de Asuntos Económicos y Financieros (cadena perpetua)
- Boris Andonov Hristov (1912), representante comercial en la URSS (15 años)
- Tsonyu Stefanov Tsonchev (1898), gobernador del Banco Nacional de Bulgaria (15 años)
- Ivan Slavov Gevrenov (1884), Director de United Rubber Industry (cadena perpetua)
- Ivan Georgiev Tutev (1902), Director del Departamento de Comercio Exterior (cadena perpetua)
- Blagoi Ivanov Hadzhipanzov (1911), consejero de la Embajada de Yugoslavia (15 años)
- Vasil Atanassov Ivanovski (1906), instructor del Departamento de Agitación y Propaganda (12 años)
- Iliya Ivanov Bayaltsaliev (1911), líder político de United Construction Industry (10 años)

## En la cultura
El juicio de Kostov se menciona de pasada en el capítulo 3 del libro El primer círculo de Aleksandr Solzhenitsyn, como una "farsa judicial cruda" seguida de una "retractación falsa, supuestamente escrita por Kostov", que Lev Rubin se avergüenza de mencionar a sus compañeros de prisión alemanes en Nochebuena cuando le piden información sobre los últimos acontecimientos en las noticias.